# Nikolái Kliúyev

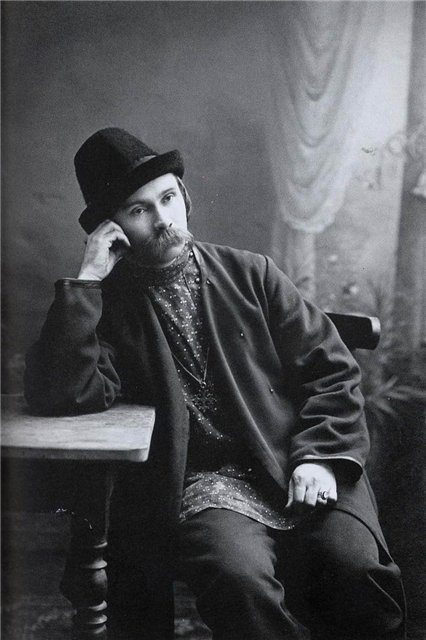
Nikolay Klyuev (circa 1915-16)

Nikolái Alekséyevich Kliúyev (en ruso: Никола́й Алексе́евич Клю́ев) nació el 22 de octubre de 1884 en Коштуги, gubérniya de Vologski (en la actualidad óblast de Vólogda) en el noroeste de Rusia. Fue un poeta ruso. En 1933 fue encarcelado y confinado a Siberia donde fue trasladado a Tomsk en 1934 siguiendo la intervención de Máximo Gorki. El 5 de junio de 1937 fue arrestado en Tomsk donde fue fusilado entre el 23 y 25 de octubre de 1937. Fue rehabilitado a modo póstumo en 1957.

## Homosexualidad
Kliúyev era homosexual, y su poesía, además de tratar sobre la vida rural y la figura del mujik, también hablaba sobre el amor homoerótico.
Entre otras obras, fue autor de Canto de Gamaiún.